# Lissie
Lissie, właściwie Elisabeth Corrin Maurus (ur. 21 listopada 1982 w Rock Island, Illinois) – amerykańska gitarzystka i piosenkarka folk rockowa.

## Dyskografia

### Albumy
- 2016: My Wild West[2]
- 2013: Back to Forever
- 2010: Catching a Tiger

### Albumy koncertowe
- 2011: Live at Shepherd's Bush Empire

### Minialbumy
- 2014: Cryin' to You
- 2013: Love in the City
- 2011: Covered Up with Flowers
- 2009: Why You Runnin'
- 2007: Lissie

### Single
- 2015: Don’t You Give Up on Me, Hero
- 2013: Sleepwalking, Further Away (Romance Police), Shameless
- 2012: Go Your Own Way
- 2010: Everywhere I Go, Cuckoo, When I'm Alone, In Sleep